# Whakatane Beacon
Der Whakatane Beacon, in Kurzform auch einfach nur Beacon genannt, ist eine regionale, im privaten Besitz befindliche Tageszeitung in Neuseeland. Ihr Einzugsgebiet liegt im nordöstlichen Teil der Nordinsel in der Region Bay of Plenty. Die Zeitung hat ihren Sitz in Whakatāne.

## Geschichte
Der Whakatane Beacon hatte seinen Ursprung in der 1907 gegründeten Whakatane County Press. Ihr Gründer, der Zeitungsmacher Charles Gibbs Beckett, nutzte für seine Zeitung die Druckmaschine der Whakatane Times, die 1899 gegründet wurde und noch im selben Jahr aufgeben musste. Als Ersterscheinungstag gilt der 14. Januar 1907. Die Zeitung erschien morgendlich drei Mal pro Woche und wurde 1916 auf tägliche Erscheinungsweise umgestellt.
1919 wurde das Blatt von der Bay of Plenty Printing Company übernommen und 1923 wieder auf Abendausgabe umgestellt. 1935 änderte der neue Besitzer den Namen der Whakatane County Press in Bay of Plenty Press. Im Februar 1939 stellte die Zeitung ihr Erscheinen ein, wurde von F. J. Reynolds und seiner neu gegründeten Beacon Printing and Publishing Company übernommen und ab April 1939 wieder drei Mal pro Woche herausgegeben.
Während des Zweiten Weltkriegs erschien das Blatt für kurze Zeit nur zweimal pro Woche, doch ab dem 31. Juli 1945 wieder normal und unter neuem Namen, als Whakatane Beacon.

## Die Zeitung heute
Der Whakatane Beacon hatte 2014 eine durchschnittliche tägliche Auflage von 7.036 Exemplaren und erscheint morgens, dienstags, mittwochs und freitags.